# 2915 Москвина
2915 Москвина (2915 Moskvina) је астероид главног астероидног појаса са средњом удаљеношћу од Сунца која износи 2,562 астрономских јединица (АЈ).
Апсолутна магнитуда астероида је 13,3.